# Leovegildo Lins da Gama Júnior
Leovegildo Lins da Gama Júnior, kortweg Júnior, (João Pessoa, 29 juni 1954) is een voormalig Braziliaanse voetballer, beachvoetballer en voetbaltrainer. In maart 2004 werd Júnior door Pelé verkozen in de lijst van 125 beste nog levende voetballers. Tegenwoordig werkt hij bij de televisiezender Rede Globo.

## Spelerscarrière
Júnior speelde twee periodes voor CR Flamengo. Met deze club werd hij in 1980, 1982, 1983 en 1992 kampioen van Brazilië. In 1981 won hij tevens de Copa Libertadores en de Wereldbeker. Met 857 wedstrijden is hij de speler die het meest het shirt van Flamengo heeft gedragen.
Tussen 1984 en 1989 speelde Júnior bij de Italiaanse clubs Torino FC en Pescara Calcio.
Júnior speelde 74 wedstrijden voor de Braziliaanse nationale ploeg. Hiervoor wist hij zes keer te scoren. Hij nam deel aan het WK van 1982 en het WK van 1986.

## Trainerscarrière
Direct na het beëindigen van zijn spelerscarrière werd Júnior trainer van Flamengo. In 1997 werd hij nog een keer coach van deze club. Verder is hij nog één seizoen als coach actief geweest bij SC Corinthians Paulista.

## Erelijst

### Flamengo
- Wereldbeker voetbal - 1981
- Copa Libertadores - 1981
- Kampioen van Brazilië - 1980, 1982, 1983, 1992
- Copa do Brasil 1990
- Campeonato Carioca - 1974, 1978, 1979, 1979 (extra), 1981, 1991

### Individueel
- Opgenomen in het All-Star Team van het Wereldkampioenschap voetbal 1982
- Serie A Speler van het jaar 1985
- Braziliaans voetballer van het jaar - 1992
- FIFA 100

## Beachvoetbal
Júnior staat ook bekend als beachvoetballer. Hij werd in deze sport met Brazilië zes keer wereldkampioen. Tevens werd hij drie keer topscorer op een WK.